# 龍坪
龍坪（英語：Lung Ping，取消前代號F15）是香港深水埗區議會曾使用過的選區，1994年設立，稱為澤安（英語：Chak On），2003年更名，最後一任區議員為前香港民主民生協進會成員吳美，2007年不再使用。

## 範圍
取消時選區範圍為以澤安邨、龍翔道以北連同又一居起達之路一帶私人樓宇為主，是深水埗區最北的一個選區，與其相鄰的選區有大坑東及又一村、南山、白田、石硤尾、長沙灣、李鄭屋、元州及蘇屋及荔枝角，另一方面與東面的九龍城區及北面的沙田區連接。

## 沿革
龍坪選區由澤安選區改名而成，兩代選區都包括澤安邨、龍翔道以北（畢架山花園為主）及又一居起達之路一帶私人樓宇和香港城市大學，澤安選區在1994年區議會選舉出現，從南山及又一村及白田兩個雙議席選區劃出北面部分而成。南山及又一村及白田選區首次出現於1982年區議會選舉，除第一屆區區議會（1982-1985年）為單議席選區外，至1994年之前一直是雙議席選區。兩個選區合計範圍包括今日的下白田、又一村、南山、大坑東及大坑西、龍坪及上白田選區（當時除又一村為平房別墅區外，其餘地方都以公共屋邨為主，而畢架山花園及又一居則於1990年代陸續入伙），故此基層組織代表較易勝出。直至1993年港督彭定康推行政改方案，區議會全面實行單議席單票制，取消雙議席選區，並改由選區分界及選舉事務委員會制定各個區議會選區，分劃成上述多個選區。
1994年區議會選舉，原白田區議會議員譚國僑繼續代表民協於澤安選區爭取連任，由於只有一人參選，譚國僑自動當選。1999年區議會選舉，譚國僑於澤安選區再次參選連任，這次吸引到民主黨對手柳傑翹，結果譚氏以過八成五的1548票超過柳氏的245票連任。
2003年區議會選舉，由於龍坪道沿線的帝景峰開始入伙，本區亦改名為龍坪。民協基於深水埗選區改動，安排馮檢基由石硤尾轉往麗閣選區參選，而譚國僑則轉往石硤尾選區，本區交由新人吳美參選，延續區內的服務，自由黨派出吳家俊參選，期望吸納區內中產票源。結果吳美獲得1,722票，比吳家俊的677票多，以超過七成得票成功當選。
由於西九龍填海區（俗稱西九四小龍）及歌和老街近筆架山二千年代地區人口增加，原南昌五區、九龍仔（大坑東及大坑西）、白田及石硤尾區需要重劃以騰出議席予西九龍填海區範圍。當中龍坪選區被分拆，澤安邨、龍坪道沿線的私人屋苑、郝德傑道附近的私人屋苑與白田邨幾座樓宇合併為龍坪及上白田選區；而又一居起達之路一帶私人樓宇及香港城市大學則與大坑東及又一村選區的又一村平房別墅區合併成又一村選區。這劃法雖然將分散在大坑東及又一村和龍坪選區的平房及豪宅組合，被指以社區階級劃界
。
而吳美於2007年區議會選舉，在龍坪及上白田選區爭取連任。

## 歷屆議員
| 屆別           | 議員   | 政治聯繫 | 政治聯繫 |
| -------------- | ------ | -------- | -------- |
| 1994年－1999年 | 譚國僑 |          | 民 民協  |
| 2000年－2003年 | 譚國僑 |          | 民 民協  |
| 2004年－2007年 | 吳美   |          | 民 民協  |

## 歷屆選舉結果
| 政党   | 政党   | 候选人    | 票数  | %     | ±      |
| ------ | ------ | --------- | ----- | ----- | ------ |
|        | 民協   | ①. 吳美   | 1,722 | 71.78 | 不適用 |
|        | 自由黨 | ②. 吳家俊 | 677   | 28.22 | 不適用 |
| 多数票 | 多数票 | 多数票    | 1,045 | 43.56 | 不適用 |

| 政党   | 政党   | 候选人    | 票数  | %     | ±      |
| ------ | ------ | --------- | ----- | ----- | ------ |
|        | 民協   | ①. 譚國僑 | 1,548 | 86.34 | 不適用 |
|        | 民主黨 | ②. 柳傑翹 | 245   | 13.66 | 不適用 |
| 多数票 | 多数票 | 多数票    | 303   | 72.68 | 不適用 |

| 政党   | 政党   | 候选人 | 票数     | %      | ±      |
| ------ | ------ | ------ | -------- | ------ | ------ |
|        | 民協   | 譚國僑 | 自動當選 | 不適用 | 不適用 |
| 多数票 | 多数票 | 多数票 | 不適用   | 不適用 | 不適用 |